# Rottersdorf (Wüstung)
Rottersdorf war ein Dorf auf dem Gebiet der heutigen Stadt Magdeburg und wurde im 16. Jahrhundert zur Wüstung.

## Lage
Rottersdorf befand sich im Bereich der heutigen Einmündung der Leipziger Straße auf die Halberstädter Straße und somit südlich Magdeburgs und auch südlich der damaligen Sudenburg, nördlich der Klinke. Die Geographische Lage wird bei: 52° 7′ 4,4″ N, 11° 37′ 9,8″ O eingeschätzt.

## Geschichte
Erstmals urkundlich erwähnt wurde Rottersdorf im Jahre 937. Es gehörte damals zur Grafschaft eines Grafen Thietmar, welche als Magdeburger Mark Teil des Nordthüringgaus war, der Graf Gero unterstand. Am 15. Mai 1013 schlug ein Blitz in eine von Otto I. vor den Toren Magdeburgs aus rotem Holz errichtete Kirche ein. Die Kirche wurde dabei zerstört. Das Gewitter richtete in der Region noch weitere schwere Verwüstungen an. Diese Kirche dürfte sich in Rottersdorf befunden haben. Nach einer anderen Überlieferung wurde die Rottersdorfer Kirche bei einer Fehde mit dem Markgrafen Bernhard zerstört.
Im Zuge von militärischen Auseinandersetzung wegen der Verhängung der Reichsacht über Magdeburg drangen Magdeburg belagernde Truppen 1547 in Rottersdorf ein. Am 28. Mai 1547 wurde von den Magdeburger Stadtmauern aus Feuer in Rottersdorf beobachtet. Diese Zerstörungen und die große Belagerung Magdeburgs in den Jahren 1550 und 1551 während des Schmalkaldischen Kriegs dürfte Rottersdorf so vollständig verwüstet haben, dass eine Wiedererrichtung nicht erfolgte.
In Aufzeichnungen des Klosters Berge, welches im Ort über Besitzungen verfügte, wird Rottersdorf in den Jahren 1559 und 1562 als wüst geführt.
Heute gehört das alte Gemeindegebiet zu den Magdeburger Stadtteilen Sudenburg, Altstadt und Leipziger Straße und ist städtisch bebaut. Im vermuteten Zentrum des Ortes liegen das Innenministerium des Landes Sachsen-Anhalt und eine Grünfläche.

## Erinnerungen
Heute erinnert an Rottersdorf die Benennung einer Straße in Sudenburg als Rottersdorfer Straße.